# Quasimodo d'El Paris
Quasimodo d'El Paris è un film del 1999 diretto da Patrick Timsit.
La pellicola è una rivisitazione in chiave comica del romanzo di Victor Hugo Notre-Dame de Paris.

## Trama
Nella cittadina di El Paris, una coppia di borghesi perfezionisti abbandonano il figlio Quasimodo che, all'età di dieci anni, comincia a mostrare segni di deformità. Per evitare lo scandalo e la vergogna, i due affidano il bambino a un predicatore evangelico locale, Serge Frollo, e in cambio adottano Esméralda, una bellissima ragazzina cubana di umili origini.
Dieci anni dopo strani ed efferati omicidi cominciano ad accadere ad El Paris e Quasimodo viene ritenuto il principale sospettato.